# Svenska Tyngdlyftningsförbundet
Svenska Tyngdlyftningsförbundet är ett specialidrottsförbund för tyngdlyftning i Sverige. Förbundets kansli ligger i Örebro. Sedan 2013 är Eva Helgesson förbundsordförande. Vid grundandet ingick även styrkelyft i verksamheten, men sedan 1996 sorterar den idrotten under sitt eget förbund.

## Historik
Förbundet bildades den 26 mars 1922, men man valdes in som medlem i Riksidrottsförbundet redan 1920.[källa behövs] När förbundet grundades 1922 innefattade det både tyngdlyftning och styrkelyft.
Förbundet blev eget sedan styrkelyft 1996 avknoppats till ett eget förbund. År 2012 fanns cirka 80 anslutna medlemsföreningar i landet, och 150–200 lyftare i ungdomsklasserna är tävlingslicensierade.
På senare år (2000-talet) har alltfler tävlande flickor och kvinnor tillkommit, samtidigt som antalet licensierade herrar upplevt en svag minskning.
2013 valdes Eva Helgesson till förbundets första kvinnliga ordförande. Hon blev då den 14:e förbundsordföranden genom tiderna. Helgesson avgår i samband med årsmötet 2017, efter fyra år vid posten. Hon kommer att arbeta vidare som sekreterare i sin moderklubb Landskrona AIK. Under Helgessons år som förbundsordförande har antalet aktiva tyngdlyftare i Sverige ökat från knapp 600 till knappt 1000 och antalet klubbar från 90 till 110.

## Ordförande (urval)
- 1990–? – Björn Sörensen[5]
- 1997–2011 – Benny Johansson[6]
- 2013–2017 – Eva Helgesson